# Мустовфи аль-Мемалик, Мирза Хасан-хан
Мирза Хасан-хан Мустовфи аль-Мемалик (Хасан Аштиани)(перс. میرزا حسن مستوفی‌الممالک‎; 5 октября, 1874 — 28 августа 1932) — премьер-министр (визирь) Персии (6 раз занимал эту должность в 1910–1911, 1913–1915, 1915, 1918, 1923 и 1926–1927 годах), 15 раз занимал различные министерские посты.

## Ранние годы
Родился в аристократической иранской семье из рода Аштиани, третий сын в семье. Его предки с XIX века служили на различных постах династии Каджаров. Его отец, Мирза Юсиф-хан Аштиани был великим визирем при Насреддин-шахе. Учился дома с 5 лет, кроме общепринятых предметов, овладел французским языком.
В 1886 году, за год до смерти отца, шах пожаловал ему титул “Мустовфи аль-Мемалик” (“главный финансист страны”). Семья передавала этот титул и пост в министерстве финансов от отца к сыну на протяжении всего XIX века и до 1920-х годов. Когда знать начала высмеивать Хасана за то, что ему дали такой важный титул и работу в столь юном возрасте (12 лет), шах, убеждённый в талантах мальчика, добавил титул «аакаа» (аналог “сэр”) к титулам Хасана, тем самым обязав всех называть его «сэр» каждый раз, когда к нему обращались. С тех пор в политических кругах его часто называли просто «Аакаа».
В возрасте 18 лет женился на Насер ад-Дин Шах, внучке Насреддин-шаха и, тем самым, стал членом королевской семьи.
После обострившихся разногласий с взошедшим на престол Мозафереддин-шахом уехал во Францию и с 1900 по 1907 год жил в Париже, путешествуя по Европе. Шах неоднократно приглашал его вернуться в Иран, однако Хасан-хан отказывался. Он вернулся на родину после Конституционной революции.

## Политическая деятельность
Вскоре после возвращения основал активно заработавшее гуманитарное общество, названное «Обществом человечества» (Джамиейат Энсаниат) «с целью сохранения, защиты и продвижения иранского достояния» с Мохаммедом Мосаддыком в качестве своего заместителя и постоянного представителя в органах власти. Общество построило государственный музей, государственную библиотеку и несколько мавзолеев, в которых были использованы мотивы древней иранской архитектуры. 4 февраля 1908 года был избран членом Национального Совета (парламента). С 17 мая 1909 некоторое время занимал пост военного министра.
В мае 1909 одновременно из Тебриза и Исфахана на столицу двинулись вооруженные отряды – фидаев с одной стороны и бахтиарских племен с другой. Несмотря на крайне малую численность – в каждом «войске» было около тысячи человек – они уверенно продвигались к Тегерану и захватывали стоящие на пути города. В ночь на 30 июня объединённый отряд повстанцев вошёл в столицу и занял здание меджлиса. Недееспособные шахские войска не смогли оказать сопротивления, и 3 июля по решению чрезвычайного верховного совета Мохаммад Али-шах был низложен, а новым монархом объявлялся его 14-летний сын Султан Ахмад-шах. К власти пришло либерально настроенное правительство, регентом был провозглашён предводитель (ильхан) царствующего племени Каджар, либерально настроенный Мирза Али-Реза хан Азуд оль-Мольк.
Правительство Мохаммада Вали-хана Толекабони (он же Сепахдар-Азам), в котором Мустовфи аль-Мемалик сначала занял пост министра финансов, затем министра двора, за 9 месяцев не смогло вывести Иран из тяжёлого экономического и политического кризиса. 25 июля 1910 его заменило правительство Мустовфи аль-Мемалика. Его националистическая партия, «Меллиюнские демократы» (Melliyoun Democrats), в основном состояла из молодых, хорошо образованных и путешествовавших по Европе людей. Она выступала за светский характер государства; налогообложение землевладельцев и предприятий; принятие обязательной национальной службы и внутренние займы вместо международных. Кабинет Мостовфи, поддерживаемый демократами, был известен как «кабинет молодых людей». Новое правительство, как и прежнее, продолжило курс на свёртывание революции, антирусский курс и сговор с западными державами. В отличие от Вали-хана Толекабони, ориентировавшегося на Британию и царскую Россию, Мостовфи проводил политику сближения с Германией и США. В частности, он пригласил американских финансовых советников, которым были предоставлены исключительные полномочия в сфере финансов и других отраслях экономики и которые продолжили практику иностранных займов и введения новых налогов и даже пытались создать собственную армию – хорошо оснащённую «финансовую жандармерию» численностью 12–15 тысяч человек. Постепенно они приобретали всё большую власть и всё меньше считались с правительством. Это вызывало стихийные акции протеста и всеобщее недовольство.
Во время своего первого премьерского срока Мостовфи столкнулся с проблемой безопасности в Иране. С помощью отрядов бахтиаров и полиции правительство разоружило федайские отряды в Тегеране. Когда произошло несколько убийств политических и религиозных деятелей. Мостовфи решил прекратить эти убийства и обязал всех частных лиц сдать оружие. Это привело к конфликту с некоторыми умеренными силами, включая народного героя Ирана Саттар-хана. В результате жёстких действий действий правительство добилось своего, но потеряло поддержку умеренных сил.
После смерти регента в сентябре 1910 года был созван парламент для избрания следующего регента. Кандидатами были Мостовфи и Мирза Аболгасем Хан Насер аль Мольк. Мостовфи проиграл выборы, а в марте 1911 года премьером снова стал Вали-хан Толекабони.
17 августа 1913 снова был назначен премьер-министром (до 14 марта 1915). Выступал жёстким сторонником нейтралитета страны в Первой мировой войне (хотя его германо-турецкие симпатии были заметны). В программе своего второго кабинета предложил отменить старую пенсионную систему, завершить разработку новой конституции, основать светскую юридическую школу для подготовки кадров для Министерства юстиции, основать несколько школ для девочек и новые законы для регулирования телеграфной связи. Эти предложения были отклонены меджлисом в 1914 году. Однако по его инициативе были приняты закон о воинской повинности, законопроект о статусе Министерства финансов и закон о налоге на недвижимость. шёл в отставку после того, как его политика нейтралитета и требования вывода российских войск из районов иранского Азербайджана потерпели неудачу.
8 августа 1915, менее чем через шесть месяцев после отставки, назначен премьер-министром в третий раз. Сразу же начал переговоры с британцами о займе и вновь – о выводе российских войск. Также вступил в секретные переговоры с Германией о договоре о сотрудничестве, предлагая гарантировать им иранскую независимость и территориальную целостность. Взамен запрашивались предоставление немцами Ирану займа и присылка офицеров для обучения иранцев. При выполнении этих условий обещалось объявить войну Антанте. Заявлялось, что в противном случае правительству придётся прекратить всю немецкую деятельность в Иране. В знак доброй воли немцы добились вывода османских войск с ранее занятой иранской территории и предложили финансовую помощь, но не согласились с прочими условиями. Секретные переговоры были выявлены союзниками, в ноябре 1915 русские войска двинулись на столицу. Шах с двором, правительство, редактора газет, руководство армии, полиции, жандармерии и немецкий посланник уехали в Кум. Однако шах передумал и вернулся в Тегеран . На основании происшедшего Мостовфи снова был отправлен в отставку.
Четвёртый срок его полномочий на посту премьер-министра, начавшийся 16 января 1918, был отмечен сильной засухой и голодом, опустошившими страну. По некоторым данным, до четверти населения северной части страны, погибли. Это сопровождалось сильной эпидемией испанского гриппа, сопровождавшейся множеством жертв. В этих условиях уже 1 мая 1918 Мостофви ушёл в отставку.
Пятый срок Мостовфи начался в 15 февраля 1923 года и знаменовался сильным противодействием политической оппозиции в парламенте и на уличных митингах. Не привыкший к такой форме борьбы за власть произнёс свою самую известную речь в парламенте, обвинив его членов парламента в «даче и получении аджила» (сушеных орехов), что на фарси означает дачу и получение взяток. Считается, что он сказал: «У меня проблемы с пищеварительной системой, и я не беру и не даю никакого аджила». Он стал первым премьер-министром, который назвал парламентариев коррумпированными, вместо того чтобы уговаривать и льстить им. Он и его министры покинули парламент, отправились прямо к шаху и подали в отставку.
В 1923–1925 был председателем Национального консультативного совета (парламента).
Шестой срок Мостовфи на посту премьера начался 13 июня 1926 уже при новом шахе, Реза Пехлеви. Самым важным событием в этот период стала отмена капитуляции 9 мая 1927 года. 2 июня 1927 ушёл в отставку с должности и из политической жизни.
Мирза Хасан-хан умер в 1932 году в Тегеране от сердечного приступа и был похоронен в семейном мавзолее в деревне Ванак.

## Личные качества
Считается одним из самых популярных иранских политиков XX века. Вёл себя как джентльмен и считался добрым, честным, стойким, скромным и щедрым. При исполнении своих обязанностей противостоял британскому и русскому влиянию в Иране, особенно во время Первой мировой войны, подтверждая свою репутацию человека с характером и честностью. Отмечалось, что, в отличие от некоторых своих современников, считался патриотом и не сотрудничал с иностранными державами с целью сохранения или укрепления своего собственного финансового или политического положения. В то же время был неспособен сформировать стабильное правительство и не являлся сильным лидером.